# Список астероїдів, які перетинають орбіту Нептуна
У цьому списку наведено астероїди та карликові планети, проєкція орбіти яких на екліптику перетинає проєкцію орбіти Нептуна на неї. Застосовується саме таке формулювання, бо орбіти різних тіл у Сонячній системі мають різний нахил відносно екліптики.

## Список
- 5145 Фолос
- 7066 Несс
- 10370 Гілонома
- (15788) 1993 SB
- (15820) 1994 TB
- (15875) 1996 TP66
- (19299) 1996 SZ4
- (20161) 1996 TR66
- 20461 Діоретса
- (26308) 1998 SM165
- 28978 Іксіон
- (29981) 1999 TD10
- (32929) 1995 QY9
- (33128) 1998 BU48
- (33340) 1998 VG44
- 38628 Гуйя
- 42355 Тифон
- (44594) 1999 OX3
- (47932) 2000 GN171
- 52975 Кіллар
- (54520) 2000 PJ30
- 55576 Амік
- (55638) 2002 VE95
- (60608) 2000 EE173
- (65407) 2002 RP120
- 65489 Кето
- (73480) 2002 PN34
- (78799) 2002 XW93
- (84719) 2002 VR128
- (87269) 2000 OO67
- (87555) 2000 QB243
- (88269) 2001 KF77
- (134340) Плутон